# Famille de La Roche (Rigney)
Pour l’article homonyme, voir Familles de La Roche.

Armoiries de la maison de la Roche.

La famille de La Roche occupe le château de La Roche situé à Rigney. 
Elle donnera naissance aux premiers ducs d'Athènes grâce à la participation d'Othon de La Roche à la quatrième croisade entre 1204 et 1205. Les descendants directs d'Othon posséderont le duché jusqu'en 1308, date du décès de Guy II de La Roche sans héritiers.
La famille de La Roche porte pour armes : cinq points de gueules équipolés à quatre d'or.

## Personnalités
Guy de la Roche, sire de La Roche, chevalier, témoin en 1140 d'une donation faite à l'abbaye Notre-Dame de Bellevaux par Pierre de Traves, doyen de Saint-Étienne. 
Mariage et succession :
Il épouse la sœur d'Humbert de Scey, archevêque de Besançon. Il a peut-être comme fils Pons Ier qui suit.
Pons Ier de La Roche, (vers 1080 - 1134), sire de La Roche. Il a pour fils Othon Ier qui suit.
Othon Ier de la Roche, sire de La Roche et de Roulans dont il relevait le nom.
Mariage et succession :
Il épouse Gertrude (de Ray?) de qui il a :
- Pons II qui suit,
- Othon, seigneur de Chambornay,
- Béatrix.

Pons II de la Roche, (vers 1140 - 1203), chevalier, sire de La Roche, de Ray, de Flagey. Il a pour fils Othon qui suit.
Othon de la Roche, (? - avant avril 1235), seigneur de La Roche et de Ray (au Comté de Bourgogne), fut le fondateur du duché d'Athènes. Il a Othon V, dit « Othon II de Ray » et Guy Ier.
Guillaume de la Roche, seigneur de Damala, épouse probablement N... de Veligosti et devient donc seigneur de Veligosti, une des douze baronnies de Morée, par mariage. Il est soit le fils d'Othon, soit celui de Pons III, soit un autre membre de la famille.
Guy Ier de la Roche, (vers 1205 - 1263), duc d'Athènes et de Thèbes de 1225 à 1263. Il a Jean Ier qui suit et Guillaume Ier qui suivra.
Jean Ier de La Roche, (? - 1280), duc d'Athènes de 1263 à 1280. Son fils supposé est Othon (? - 1312) qui épouse Clémence, fille d'Henri de Montferrand et de Félicie de Rans, de qui il a Isabelle, dame de Marchaux, elle épouse Dimanche Asinier de Salins-la-Tour, (? - 1336/41) et Ferry, chevalier, sire de La Roche, il épouse en premières noces Catherine de Bratte, (? - 1312/38), puis en secondes noces Jeanne de Vaugrenans, (? - 1340).
Ferry de La Roche n'eut pas de descendance, la terre passa dans la maison de Ville par acquisition ou par le mariage d'un membre de cette famille avec l'héritière de la maison de Chatenoy qui était issue de Jeanne de La Roche. Jean de Ville, décédé en 1400 était inhumé dans la chapelle de La Roche en l'abbaye de Bellevaux et il instituait comme héritier Odat de Ville, son fils, seigneur de Chatenoy.
Guillaume Ier de La Roche, (? - 1287), duc d'Athènes de 1280 à 1287. Il a Guy II qui suit.
Guy II de La Roche, (1279 - 5 octobre 1308), duc d'Athènes de 1287 à sa mort. 